# Magnolia Basket Campobasso
La Magnolia Basket Campobasso è una società di pallacanestro femminile di Campobasso. Fondata nel 2017, milita nel massimo campionato italiano. Gioca le sue partite interne al PalaSelvapiana. 

## Storia
La società nacque nel 2017 nel capoluogo di regione . Fin dalla sua fondazione, il main sponsor della squadra è La Molisana, e il coach è stato Domenico "Mimmo" Sabatelli, che nel 2019 sposò l'amministratrice dell'azienda alimentare Rossella Ferro. Il nome della squadra è ispirato al film Fiori d'acciaio (in originale Steel Magnolias). 
Si iscrisse al campionato di Serie A2, seconda divisione del campionato italiano femminile di Pallacanestro nella stagione 2017-2018.  Debuttò nel Girone Sud centrando sin da subito i play-off promozione, ma perse ai quarti di finale contro la Matteiplast Bologna. 
Nella stagione 2018-2019 arrivò seconda, a soli due punti dalla capolista Carispezia Cestistica Spezzina. Riconfermandosi ai playoff, riuscì a superare la Bottega del Tartufo Umbertide, accedendo così alla semifinale, ma perse nuovamente contro la Matteiplast Bologna. 
Quando l'edizione 2019-2020 venne annullata a causa della pandemia di COVID-19, la squadra, confermando il suo livello, si trovava al primo posto del proprio girone.  La coincidente rinuncia del Verga Palermo e della Pallacanestro Torino a partecipare al campionato successivo di Serie A1 lasciò due posti vacanti nella massima divisione, che consentirono alla Magnolia Basket Campobasso di entrare nella storia, seppur come ripescata per il completamento degli organici, come prima squadra molisana a partecipare alla Serie A1 del campionato italiano femminile di pallacanestro. 
La stagione di debutto in Serie A1 2020-2021 si concluse con la salvezza, nelle tre successive accedette ai play-off, centrando la semifinale nel 2024 e 2025; quest'ultimo piazzamento consentì alla squadra di partecipare per la seconda volta a una competizione europea, la EuroCup Women, già partecipante durante la stagione 2021-22 (eliminata ai preliminari).

## Cronistoria
| Cronistoria della Magnolia Basket Campobasso |
| --- |
| - 2017 · fondazione della Magnolia Basket Campobasso. - 2017-18 · La Molisana, 7ª nel Girone Sud di Serie A2, quarti di finale play-off promozione. - 2018-19 · La Molisana, 2ª nel Girone Sud di Serie A2, semifinale play-off promozione. - 2019-20 · La Molisana, nel Girone Sud di Serie A2 (campionato interrotto), promossa in Serie A1. - 2020-21 · La Molisana, 9ª in Serie A1. - 2021-22 · La Molisana, 7ª in Serie A1, quarti di finale play-off scudetto. Quarti di finale di Coppa Italia. Qualificazioni di Eurocoppa. - 2022-23 · La Molisana, 7ª in Serie A1, quarti di finale play-off scudetto. Quarti di finale di Coppa Italia. - 2023-24 · La Molisana, 4ª in Serie A1, semifinale play-off scudetto. Quarti di finale di Coppa Italia. - 2024-25 · La Molisana, 3ª in Serie A1, semifinale play-off scudetto. Semifinale di Coppa Italia. 2ª nel Gruppo L di Eurocoppa, primo turno dei play-off. |

## Palmarès

### Competizioni giovanili
- Campionato italiano Under 19: 2

2023-24, 2024-25
- Campionato italiano Under 17: 2

2022-23, 2023-24

## Roster 2024-2025
| Magnolia Basket Campobasso | Magnolia Basket Campobasso |
| Giocatrici                 | Staff tecnico              |
| -------------------------- | -------------------------- |

| 0  | Polonia (bandiera)     | A | Aleksandra Zięmborska  | 2000 | 182 cm |  |  |
| 3  | Nigeria (bandiera)     | C | Pallas Kunaiyi-Akpanah | 1997 | 188 cm |  |  |
| 4  | Italia (bandiera)      | P | Emma Giacchetti        | 2007 | 178 cm |  |  |
| 7  | Italia (bandiera)      | G | Martina Kacerik        | 1996 | 181 cm |  |  |
| 8  | Colombia (bandiera)    | A | Marta Moscarella       | 2007 | 189 cm |  |  |
| 9  | Italia (bandiera)      | P | Stefania Trimboli (C)  | 1996 | 176 cm |  |  |
| 10 | Lettonia (bandiera)    | C | Laura Meldere          | 2001 | 191 cm |  |  |
| 11 | Ecuador (bandiera)     | A | Blanca Quiñonez        | 2006 | 186 cm |  |  |
| 12 | Italia (bandiera)      | A | Beatrice Cerè          | 2007 | 182 cm |  |  |
| 14 | Italia (bandiera)      | G | Sara Scalia            | 2001 | 178 cm |  |  |
| 15 | Italia (bandiera)      | C | Francesca Grande       | 2006 | 186 cm |  |  |
| 20 | Italia (bandiera)      | C | Sara Madera            | 2000 | 190 cm |  |  |
| 23 | Stati Uniti (bandiera) | P | Que Morrison           | 1998 | 171 cm |  |  |
| 33 | Italia (bandiera)      | G | Benedetta Bocchetti    | 2006 | 176 cm |  |  |

| Allenatore                                                                                              |
| - Domenico Sabatelli                                                                                    |
| Assistente/i                                                                                            |
| - Giustino Altobelli - Alessandra Formica Legenda - (C) Capitano Roster Aggiornato al: 25 novembre 2024 |